# 水口聡
水口 聡（みずぐち さとし）は、日本のテノール歌手。武蔵野音楽大学卒業。同大学大学院修了。ウィーン国立音楽大学卒業。大阪芸術大学芸術学部教授。

## 経歴
もともとはバリトンとしてウィーン国立音楽大学を教授全員一致での首席で卒業し、ヨーロッパを中心に活動していた。しかし、テノールの直接的で明快な表現に魅かれ、二年間の演奏活動休止とトレーニングを経て、1995年テノールに転向した。
バリトンばりの力強い中声域とそれに続く太く重い響きの高音域を併せ持ち、ラダメス(『アイーダ』)、カラフ(『トゥーランドット』)などスピント系の諸役をレパートリーとしている。
1998年、新国立劇場こけら落とし公演の一つ『アイーダ』の日本人キャスト版にラダメス役で出演。以降、日本での活動も増えている。

## 略歴
- 1984年 - 武蔵野音楽大学卒業・同大学院修了し渡欧。
- 1988年 - ウィーン国立音楽大学を最優秀首席で卒業。ミラノ国際音楽コンクール第１位、ホセ・カレーラス賞、マリオ・デル・モナコ賞など受賞。
- 1995年 - テノールに転向しブダペスト国立歌劇場「アイーダ」のラダメスで再デビュー。
- 1998年 - 東京新国立劇場こけら落とし公演の一つ「アイーダ」の日本人キャスト版にラダメス役で出演。

## ディスコグラフィー
- 「星は光りぬ」(日本コロムビア株式会社 1998.01.15発売)
- 「ブリランテ」(オクタヴィア・レコード エクストン 2001.03.23発売)

音楽ダウンロード
- 「ニューイヤーガラコンサート2007」(e-onkyo music)

## 著書
- 「声の力で人生をもっとよくする」(実務教育出版 2009.11.30 出版)